# Fender Bass V
Fender Bass V — электрическая бас-гитара, выпускавшаяся компанией Fender с 1965 года по 1971 год. Эта гитара является первой в мире пятиструнной бас-гитарой (отсюда и цифра 5 в названии). Сегодня это популярная, но не основная концепция.
Fender Bass V имеет необычную конструкцию. Несмотря на то, что её гриф на три дюйма длиннее, чем у Fender Precision Bass, Bass V имеет только 15 ладов.
Музыканты не приняли Fender Bass V из-за её размеров и формы. Также у музыкантов возникали проблемы ввиду малого пространства между струнами.
Всего было выпущено около 200 моделей Fender Bass V. Избыточно произведённые корпуса затем использовались при изготовлении гитар другой модели — Fender Swinger.

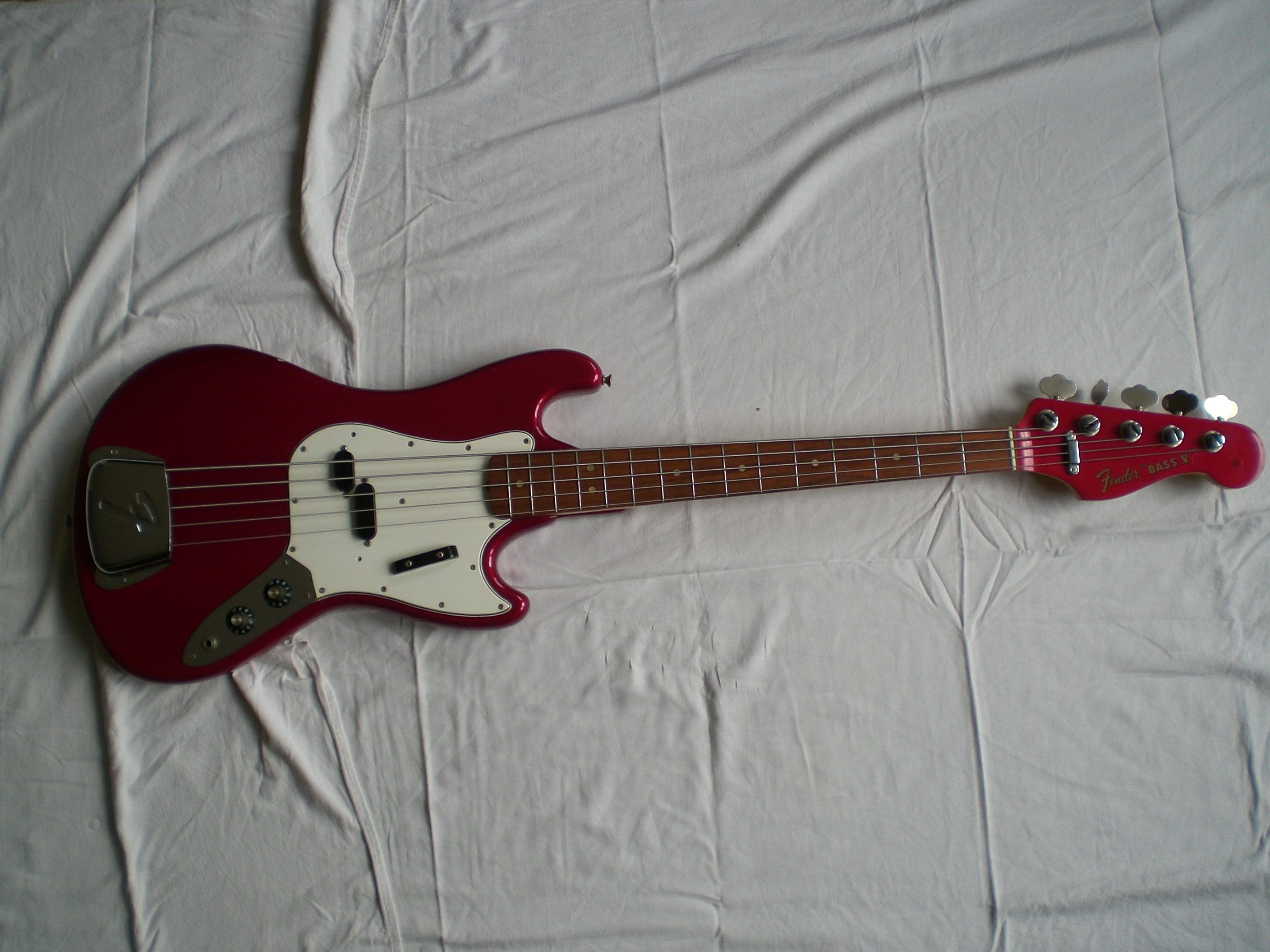
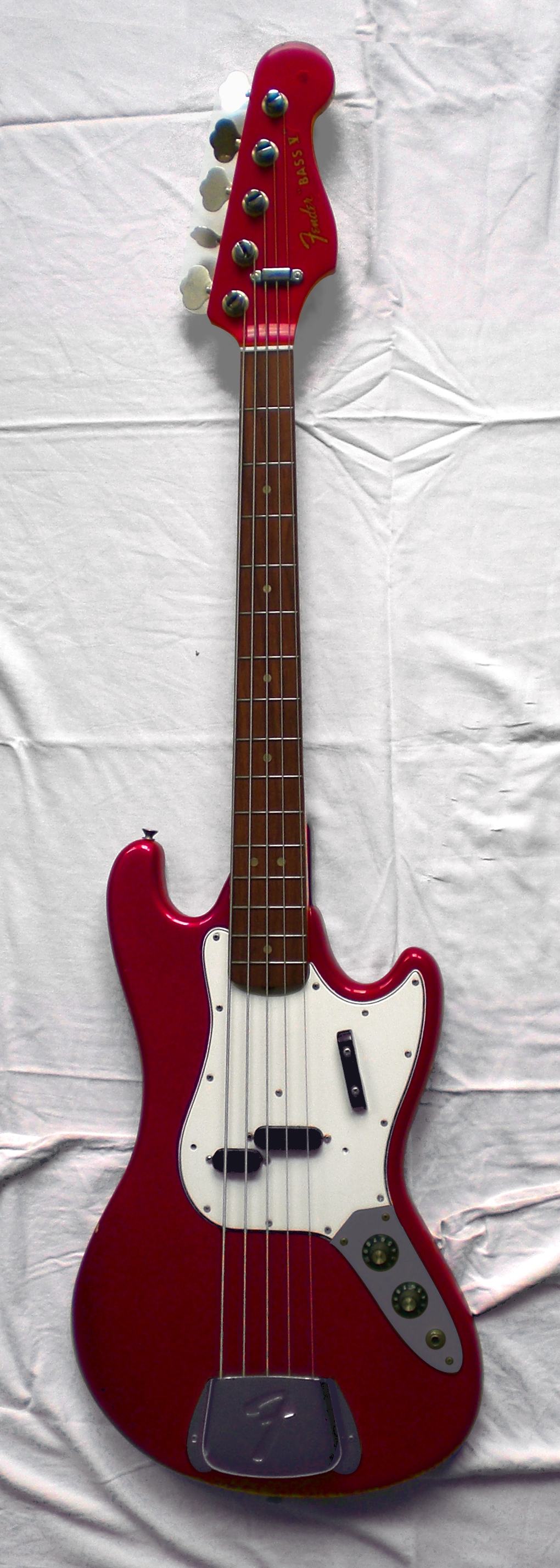